# Foot-Ball Club Juventus 1928-1929
Questa voce raccoglie le informazioni riguardanti il Foot-Ball Club Juventus nelle competizioni ufficiali della stagione 1928-1929.

## Stagione
Il campionato 1928-1929 fu l'ultimo con il format a gironi. La squadra torinese giunse al secondo posto del gruppo B con 76 reti a favore e 25 contro; si segnalarono due vittorie per 11-0, contro la Fiorentina il 7 ottobre e contro la Fiumana il 4 novembre 1928, e la serie di dodici vittorie consecutive, dal 16 dicembre 1928 (Pro Vercelli-Juventus 3-4 della 10ª giornata) al 31 marzo 1929 (Fiumana-Juventus 1-3 della 21ª giornata). Dopo il termine del campionato la Juventus partecipò per la prima volta a una competizione internazionale per club a livello professionistico, la Coppa dell'Europa Centrale, fermandosi ai quarti di finale del torneo.

## Divise
| Casa | 1ª portiere | 2ª portiere |

## Rosa
| N. |                   | Ruolo | Calciatore               |
| -- | ----------------- | ----- | ------------------------ |
|    | Italia (bandiera) | P     | Angelo Bedini            |
|    | Italia (bandiera) | P     | Gianpiero Combi          |
|    | Italia (bandiera) | D     | Umberto Caligaris        |
|    | Italia (bandiera) | D     | Mario Ferrero            |
|    | Italia (bandiera) | D     | Virginio Rosetta         |
|    | Italia (bandiera) | C     | Oreste Barale            |
|    | Italia (bandiera) | C     | Carlo Bigatto (capitano) |
|    | Italia (bandiera) | C     | Guglielmo Borgo          |
|    | Italia (bandiera) | C     | Ezio Borgo               |
|    | Italia (bandiera) | C     | Carlo Crotti             |
|    | Italia (bandiera) | C     | Edmondo Della Valle      |
|    | Italia (bandiera) | C     | Giovanni Greppi          |
|    | Italia (bandiera) | C     | Giuseppe Mortarotti      |

| N. |                   | Ruolo | Calciatore        |
| -- | ----------------- | ----- | ----------------- |
|    | Italia (bandiera) | C     | Lino Mosca        |
|    | Italia (bandiera) | C     | Battista Perazzi  |
|    | Italia (bandiera) | C     | Ignazio Testa     |
|    | Italia (bandiera) | C     | Mario Varglien    |
|    | Italia (bandiera) | A     | Alfredo Barisone  |
|    | Italia (bandiera) | A     | Luigi Cevenini    |
|    | Italia (bandiera) | A     | Mario Finazzi     |
|    | Italia (bandiera) | A     | Giuseppe Galluzzi |
|    | Italia (bandiera) | A     | Federico Munerati |
|    | Italia (bandiera) | A     | Raimundo Orsi     |
|    | Italia (bandiera) | A     | Renato Sanero     |
|    | Italia (bandiera) | A     | Antonio Vojak     |

## Risultati

### Divisione Nazionale

#### Girone di andata
| Arbitro: | Casetta (Milano) |

|                          |           |                         |
| Bertoli 55’ Mistrali 78’ | Marcatori | 35’ Munerati 90’ Crotti |

| Arbitro: | Melandri (Bologna) |

|                                                                                  |           |  |
| Munerati 11’, 42’, 88’ Testa 35’, 69’ Galluzzi 36’, 78’, 80’ Vojak 38’, 53’, 60’ | Marcatori |  |

| Arbitro: | Gonani (Ravenna) |

|  |           |              |
|  | Marcatori | 65’ Munerati |

| Arbitro: | Pessato (Monfalcone) |

|                                          |           |  |
| Cevenini 10’, 61’ Munerati 52’ Vojak 58’ | Marcatori |  |

| Arbitro: | Gama (Milano) |

|                      |           |                            |
| Bodini 15’, 59’, 70’ | Marcatori | 9’, 86’ Vojak 27’ Munerati |

| Arbitro: | Rovida (Milano) |

|                                                                               |           |  |
| Vojak 5’, 21’, 30’, 42’, 59’ Ferrero 9’, 50’ Cevenini 39’, 43’ Testa 53’, 79’ | Marcatori |  |

| Bologna 18 novembre 1928, ore 14:30 CET 7ª giornata | Bologna        | 0 – 0 referto | Juventus | Stadio Littoriale\| Arbitro: \| Ferro (Milano) \| |
| Arbitro:                                            | Ferro (Milano) |               |          |                                                   |

| Torino 25 novembre 1928 8ª giornata | Juventus            | 0 – 0 referto | Ambrosiana | Campo Juventus\| Arbitro: \| Barlassina (Novara) \| |
| Arbitro:                            | Barlassina (Novara) |               |            |                                                     |

| Arbitro: | A. Gama (Milano) |

|  |           |                |
|  | Marcatori | 83’ B. Frisoni |

| Arbitro: | Caironi (Milano) |

|                             |           |                                                     |
| Seccatore 1’, 60’ Villa 36’ | Marcatori | 25’ E. Borgo 70’ Della Valle 72’ Vojak 88’ Galluzzi |

| Arbitro: | Osti (Ferrara) |

|                                |           |               |
| Vojak 17’ Della Valle 26’, 51’ | Marcatori | 35’ Pampaloni |

| Arbitro: | Pessato (Monfalcone) |

|            |           |                                     |
| Greppi 86’ | Marcatori | 7’ E. Borgo 15’ Crotti 66’ Munerati |

| Arbitro: | Melandri (Bologna) |

|                                                  |           |  |
| Vojak 16’ Munerati 39’ Varglien 57’ E. Borgo 75’ | Marcatori |  |

| Arbitro: | Casetta (Milano) |

|            |           |                       |
| Radice 13’ | Marcatori | 4’ E. Borgo 85’ Vojak |

| Arbitro: | Guarnieri (Milano) |

|                                |           |  |
| Munerati 23’, 62’ E. Borgo 59’ | Marcatori |  |

#### Girone di ritorno
| Arbitro: | Lupini (Bergamo) |

|                      |           |  |
| Sanero 24’ Vojak 75’ | Marcatori |  |

| Arbitro: | Caironi (Milano) |

|  |           |                                        |
|  | Marcatori | 12’ Vojak 29’ Sanero 63’, 77’ Cevenini |

| Arbitro: | Gonani (Ravenna) |

|                                         |           |  |
| Munerati 2’ Vojak 33’, 50’ E. Borgo 34’ | Marcatori |  |

| Arbitro: | Scarpi (Dolo) |

|  |           |                         |
|  | Marcatori | 1’, 6’, 20’, 47’ Sanero |

| Arbitro: | Caironi (Milano) |

|                         |           |  |
| Munerati 51’ Crotti 53’ | Marcatori |  |

| Arbitro: | Carraro (Padova) |

|             |           |                                     |
| Froglia 36’ | Marcatori | 18’ (rig.) Cevenini 32’, 50’ Sanero |

| Arbitro: | Rovida (Milano) |

|              |           |              |
| Galluzzi 66’ | Marcatori | 36’ Schiavio |

| Arbitro: | Pessato (Monfalcone) |

|                                      |           |                         |
| Meazza 9’, 34’ Conti 14’ Rivolta 73’ | Marcatori | 71’ Munerati 83’ Sanero |

| Arbitro: | Giorgi (Milano) |

|              |           |            |
| Prosperi 15’ | Marcatori | 18’ Sanero |

| Arbitro: | Carraro (Padova) |

|             |           |                                                  |
| Perazzi 24’ | Marcatori | 52’ (rig.) Zanello 87’ Santagostino 89’ Casalino |

| Arbitro: | Dani (Genova) |

|               |           |  |
| Buscaglia 61’ | Marcatori |  |

| Torino 26 maggio 1929, ore 15:00 CET 27ª giornata | Juventus             | 0 – 0 referto | Biellese | Campo Juventus\| Arbitro: \| Ciamberlini (Genova) \| |
| Arbitro:                                          | Ciamberlini (Genova) |               |          |                                                      |

| Arbitro: | Caironi (Milano) |

|                   |           |              |
| Ziroli 70’ (rig.) | Marcatori | 69’ Galluzzi |

| Arbitro: | Rovida (Milano) |

|  |           |             |
|  | Marcatori | 75’ Vaccari |

| Cremona 29 giugno 1929, ore 17:00 CET 30ª giornata | Cremonese          | 0 – 0 referto | Juventus | Stadio Giovanni Zini\| Arbitro: \| Malagodi (Ferrara) \| |
| Arbitro:                                           | Malagodi (Ferrara) |               |          |                                                          |

### Coppa dell'Europa Centrale

#### Qualificazioni FIGC
| Arbitro: | Turbiani |

|              |           |  |
| Munerati 47’ | Marcatori |  |

#### Quarti di finale
| Arbitro: | Majorsky |

|              |           |  |
| Munerati 62’ | Marcatori |  |

| Arbitro: | Majorsky |

|                          |           |  |
| Junek 48’, 68’ Joska 74’ | Marcatori |  |